# الناحية المركزية (مقاطعة باوي)
الناحية المركزية لمقاطعة باوي (بالفارسية: بخش مرکزی شهرستان باوی) (بالفارسية: بخش مرکزی شهرستان باوی) هي ناحية من نواحي مقاطعة باوي، محافظة خوزستان، إيران. بلغ عدد سكانها في إحصاء السكان عام 2006 ميلادية 44,319 نسمة في 8,029 عائلة. يوجد في هذه الناحية مدينتان هما مدينة ملاثاني ومدينة شيبان. ويتبعها قسم ريفي واحد هو قسم ملاثاني الريفي.